# Torbjörn Gerke
Torbjörn Gerke(1967.) je bivši švedski košarkaš. Danas je košarkaški trener. Igrao je na mjestu krila. Visine je 203 cm. 
Igrao je u Euroligi sezone 1998./99. za španjolski Tau Ceramica iz Gasteiza. 
Od 2008. do 2010. godine vodio je švedski klub Södertälje.

## Vanjske poveznice
- Eurobasket